# Mike Conway
Mike Conway, né le 19 août 1983 à Bromley (Angleterre), est un pilote automobile britannique. 

## Biographie

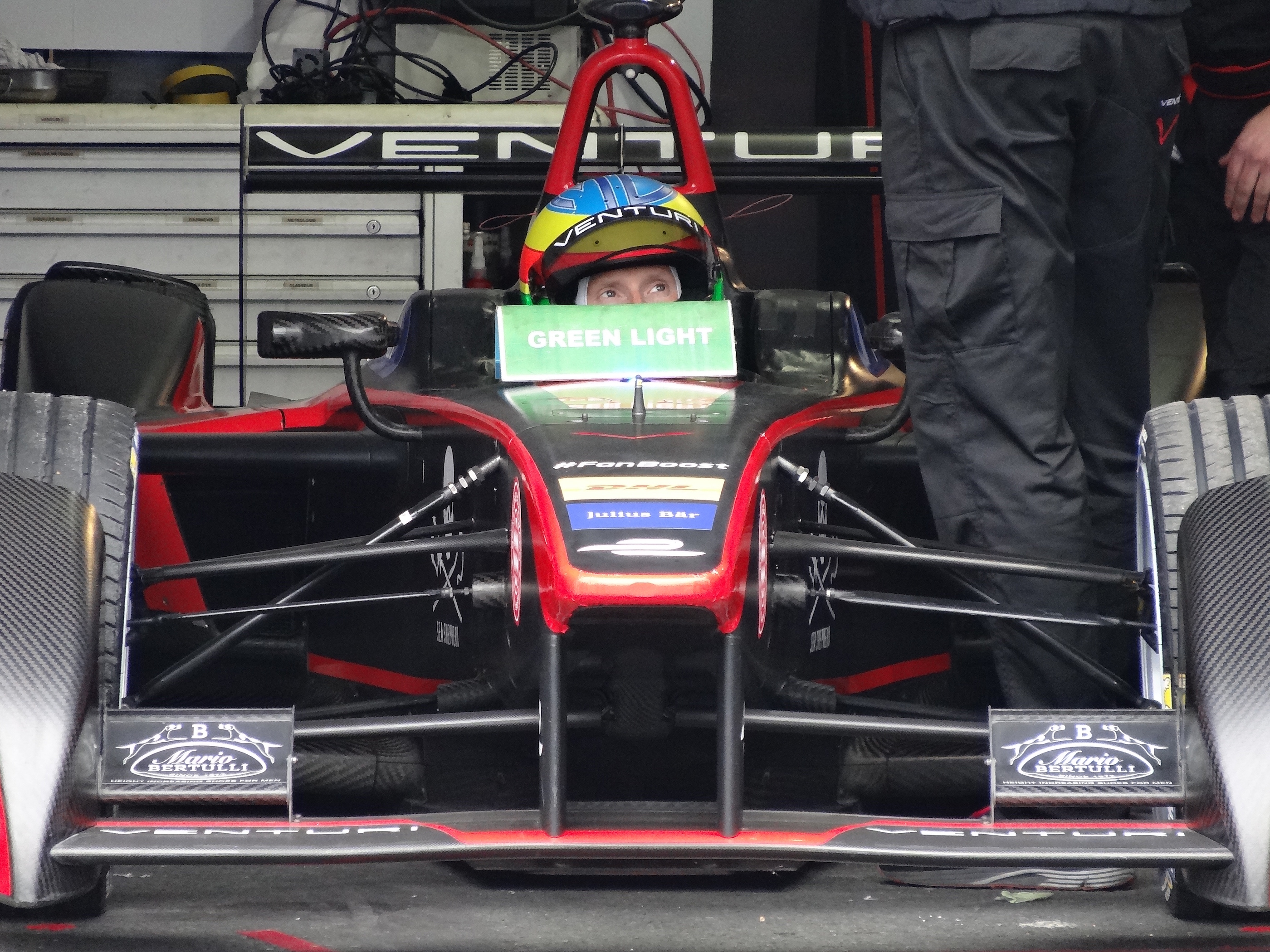
Mike Conway chez Venturi Formula E.

Il a été en 2008 l'un des trois pilotes essayeurs de l'écurie de Formule 1 Honda. Il court depuis 2009 dans le championnat IndyCar. En 2010, lors des 500 miles d'Indianapolis, il fut victime d'un accident dont il mit 6 mois à se remettre. Néanmoins, en 2011, il a remporté sa première victoire dans le championnat. Il est titularisé en Formule E, un championnat de monoplaces électriques qui commence en septembre 2014. Il pilote chez l'écurie américaine Dragon Racing. Finalement, une semaine avant la première course, il est remplacé par Oriol Servià. Plus d'un an plus tard, il rejoint Venturi Formula E, pour remplacer Jacques Villeneuve, à partir de la quatrième manche du championnat de Formule E FIA 2015-2016.
En 2020, il remporte le championnat du monde d'endurance FIA 2019-2020 avec Kamui Kobayashi et José María López au sein du Toyota Gazoo Racing.
En 2021, il remporte aux côtés de ces derniers la 89e édition des 24 Heures du Mans.

## Carrière

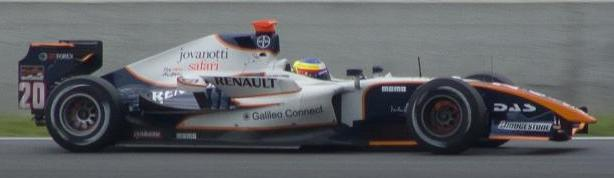
Mike Conway en GP2 Series, en 2008

- 2003 : Formule Renault Britannique
- 2004 : Formule Renault Britannique, Champion
- 2005 : Championnat de Grande-Bretagne de Formule 3, 3e
- 2006 : Championnat de Grande-Bretagne de Formule 3, Champion 
  - 2 courses en GP2 Series, non classé
- 2007 : GP2 Series, 14e
- 2008 : GP2 Series, 12e
- 2009 : IndyCar Series, 17e
- 2010 : 6 courses en IndyCar Series, 25e
- 2011-2014 : IndyCar Series
- Depuis 2014 : Championnat du monde d'endurance FIA

## Palmarès
- Champion de Grande-Bretagne de Formule Renault en 2004
- Champion de Grande-Bretagne de Formule 3 en 2006
- Vainqueur du Grand Prix de Long Beach en 2011

## Résultats aux500 milesd'Indianapolis
| Année | Châssis | Moteur | Départ | Arrivée | Équipe                   |
| ----- | ------- | ------ | ------ | ------- | ------------------------ |
| 2009  | Dallara | Honda  | 27     | 18      | Dreyer & Reinbold Racing |
| 2010  | Dallara | Honda  | 15     | 19      | Dreyer & Reinbold Racing |
| 2011  | Dallara | Honda  | DNQ    | DNQ     | Andretti Autosport       |

## Résultats aux 24 heures du Mans
| Année | Équipe              | Voiture             | Équipiers                           | Résultat    |
| ----- | ------------------- | ------------------- | ----------------------------------- | ----------- |
| 2013  | G-Drive Racing      | Oreca 03-Nissan     | Roman Rusinov / John Martin         | Disqualifié |
| 2015  | Toyota Gazoo Racing | Toyota TS040 Hybrid | Alexander Wurz / Stéphane Sarrazin  | 6e          |
| 2016  | Toyota Gazoo Racing | Toyota TS050 Hybrid | Kamui Kobayashi / Stéphane Sarrazin | 2e          |
| 2017  | Toyota Gazoo Racing | Toyota TS050 Hybrid | Kamui Kobayashi / Stéphane Sarrazin | Abandon     |
| 2018  | Toyota Gazoo Racing | Toyota TS050 Hybrid | Kamui Kobayashi / José María López  | 2e          |
| 2019  | Toyota Gazoo Racing | Toyota TS050 Hybrid | Kamui Kobayashi / José María López  | 2e          |
| 2020  | Toyota Gazoo Racing | Toyota TS050 Hybrid | Kamui Kobayashi / José María López  | 3e          |
| 2021  | Toyota Gazoo Racing | Toyota GR010 Hybrid | Kamui Kobayashi / José María López  | Vainqueur   |
| 2022  | Toyota Gazoo Racing | Toyota GR010 Hybrid | Kamui Kobayashi / José María López  | 2e          |
| 2023  | Toyota Gazoo Racing | Toyota GR010 Hybrid | Kamui Kobayashi / José María López  | Abandon     |